# Копалиани, Сосо
Сосо Копалиани (груз. სოსო კოპალიანი; род. 7 июля 2006, Кутаиси, Грузия) — грузинский футболист, вратарь клуба «Локомотив Тбилиси» и сборной Грузии до 17 лет.

## Карьера
Воспитанник кутаисского «Торпедо». В январе 2021 года перешёл в «Локомотив» из Тбилиси. Дебютировал в Эровнули-лиге 4 декабря 2021 года в матче с «Динамо Тбилиси». Сыграл в Кубке Грузии 7 августа 2022 года в матче с «Самгурали».

## Карьера в сборной
В июне 2021 года был вызван в сборную Грузии U17.